# Лебяжья (река, впадает в Балтийское море)
Лебя́жья — река в России, протекает по территории Ломоносовского района Ленинградской области.
Река берёт своё начало на севере Таменгонтского болота и впадает в Финский залив в посёлке Лебяжье Ломоносовского района. Река образовалась путём слияния речки Чёрной и ручья Глубокого.

## Общие сведения
Первое топографическое изображение русла реки датируется 1667 годом. Когда этими землями стал владеть граф Б. П. Шереметьев река называлась Каркила, а своё текущее название река получила в 1721 году.
Длина реки — 29 км, площадь водосборного бассейна — 101 км². Глубина 1-2 метра (местами до 3-4 метров), ширина от 3 до 5 метров, до 18 метров в устье. Река имеет притоки и мелких ручьи, впадающих в неё из 3 болот: Сюрьевское, Комарово и Ярвенсуо.
Русло реки извилистое, исключение территория садоводства Красногорские покосы (3,5 км) там русло почти искусственное с большим числом стариц и островков. Река имеет равнинный характер со средней скоростью течения 0,3 м/с. В реке почти никто не купается. Зимой она покрыта льдом. Речная вода содержит соли железа и имеет коричневый цвет и специфический «болотный» запах. Речная вода используется для полива садов и огородов. Вдоль речки в основном растёт ольха.
В реке встречается щука, идут на нерест лосось и минога. В устье реки из Финского залива заходят красноперка, окунь, пескари, корюшка. На участке между садоводством Красногорские покосы и Риголово встречаются бобровые плотины с их жителями. Там же со стороны болота Комарово к воде подходят лоси. На берегу встречаются боровики и подберёзовики.

## Экология
По данным межрегиональной общественной молодёжной экологической организации «Друзья Балтики», экологические проблемы реки связаны с:
- браконьерством во время нереста миноги и лосося.
- стоками в черте населённых пунктов, главным образом в посёлке Лебяжье.
- свалками мусора на берегах реки.
- из-за бобровых плотин и мусора (ветки деревьев, доски, бутылки, шины и т. д.) каждую весну происходят подтопы низинных участков в Лебяжьей — в Риголово и Красногорских покосах.

## Данные водного реестра
По данным государственного водного реестра России относится к Балтийскому бассейновому округу, водохозяйственный участок реки — Реки бассейна Финского залива от северно. Относится к речному бассейну реки Нарва (российская часть бассейна).
Код объекта в государственном водном реестре — 01030000712102000025390.